# Liberty County, Texas
Liberty County är ett administrativt område i delstaten Texas, USA, med 75 643 invånare (2010). Den administrativa huvudorten (county seat) är Liberty. 

## Geografi
Enligt United States Census Bureau så har countyt en total area på 3 046 km². 3 004 km² av den arean är land och 41 km² är vatten.

### Angränsande countyn
- Polk County - norr
- Hardin County - öster
- Jefferson County - sydost
- Chambers County - söder
- Harris County - sydväst
- Montgomery County - väster
- San Jacinto County - nordväst